# Nui (Tuvalu)
Nuʻi è un atollo situato nell'oceano Pacifico. Appartiene amministrativamente a Tuvalu, ha una superficie di 3,37 km² ed una popolazione di 542 abitanti (2012).
Il principale villaggio è Manutalake.

## Storia
L'isola fu avvistata per la prima volta dagli europei il 16 gennaio 1568 dal navigatore spagnolo Álvaro de Mendaña, che la chiamò Isla de Jesús (in spagnolo "Isola di Gesù") perché fu scoperta il giorno successivo alla festa del Santo Nome. Ci sono non meno di sei resoconti di questo evento, quello dello stesso Mendaña è il seguente:
"Poco dopo le nove del mattino, un ragazzo di nome Trejo, essendo in alto, avvistò per la prima volta terra sul lato di tribordo a sud-ovest... Quando ci avvicinammo, lo trovammo così piccolo che non erano più di sei leghe di circonferenza. Quest'isola era molto piena di alberi simili a palme; verso nord aveva uno scoglio, che entrava nel mare per un quarto di lega, e verso sud c'era un altro scoglio più piccolo. Sul lato ovest aveva una spiaggia che giaceva longitudinalmente, con scogli in diverse parti. Questo è dal lato ovest, perché non potremmo fare il giro del lato est a causa del tempo. Prendendo quest'isola dal mare verso l'esterno, ha la forma di due galee, con un boschetto nella parte mezzo che appare come una flotta di navi"
Mendaña trovò l'isola abitata e cinque canoe arrivarono quasi a prua della sua nave, quando i loro occupanti alzarono le pagaie e tornarono indietro con grida. Mendaña allora ordinò che fossero fatti loro dei segnali con un panno bianco per cercare di farli tornare, invece di farlo sbarcarono e a loro volta attaccarono segnali lungo la riva. Di notte una delle navi ha mostrato una luce, è stata copiata da un incendio, e quando è stata spenta anche il fuoco si è spento. Hernán Gallego, il pilota di Mendaña, dice che i nativi erano "nudi e mulatti" e Pedro Sarmiento de Gamboa, cosmografo della spedizione, ha riferito che l'isola "aveva una grande pesca". Poiché era tardi, Mendaña decise di rinviare l'atterraggio fino al mattino e fece virare le navi per tutta la notte. Con l'alba, però, si scatenò una forte tempesta da ovest, e sebbene tentassero tutto il giorno di riconquistare l'isola, alla fine furono costretti a rinunciare.
Una spedizione olandese (la fregata Maria Reijgersbergen) trovò Nui la mattina del 14 giugno 1825 e chiamò l'isola principale (Fenua Tapu) come Nederlandsch Eiland (isola olandese). L'atollo è stato chiamato in seguito Egg o Netherland Island.
La popolazione di Nui dal 1860 al 1900 è stimata tra le 250 e le 300 persone.
Kirisome, fu il primo e lungo pastore di Nui (1865–99).
Martin Kleis era il commerciante residente a Nui alla fine del XIX secolo che vendeva copra a Henderson e Macfarlane.
Il fotografo Thomas Andrew visitò Nui intorno al 1885-86.
L'ufficio postale di Nui fu aperto intorno al 1919 e una stazione climatica fu istituita nel 1941.